# ラムシフト

水素元素のエネルギー準位の微細構造　ボーアモデルの相対論的な補正

ラムシフト (英: Lamb shift) は、原子中の電子のエネルギー準位がずれる現象である。
1947年、ウィリス・ラムとポリカプ・クッシュが、超短波による核磁気共鳴実験から、水素原子の2s軌道、2p軌道の電子のエネルギー準位に、ごく僅かに差があることを発見した。
ディラックの電子論によると水素原子の2s、2p軌道は縮退しているとされ、ラムシフトは説明できなかった。後に、ラムシフトは真空エネルギーのゆらぎと軌道上の電子との相互作用により生じることが明らかとなった。このためラムシフトはホーキング放射の予測に重要な役割を果たした。
この現象が最初に観測されたのは1947年のラム・ラザフォード実験で行われた水素原子のマイクロ波スペクトル計測である。この結果が契機となり繰り込み理論が生まれ、朝永振一郎、リチャード・P・ファインマン、ジュリアン・シュウィンガー、フリードマン・ダイソンらにより量子電磁力学の完成に至った。ラムはこの功績により1955年にノーベル物理学賞を受賞した。
現在、水素原子のほかヘリウム原子で確認されている。

## 導出
これらの導出はウェルトンの量子光学による。
真空の電磁場のゆらぎは原子核の電位ポテンシャルに揺らぎを与え、電子の位置に揺らぎを与える。この揺らぎが準位のずれを引き起こす。電子の位置エネルギーの差は以下の式で表される。
{\displaystyle \Delta V=V({\vec {r}}+\delta {\vec {r}})-V({\vec {r}})=\delta {\vec {r}}\cdot \nabla V({\vec {r}})+{\frac {1}{2}}(\delta {\vec {r}}\cdot \nabla )^{2}V({\vec {r}})+\cdots }
揺らぎは等方的なので以下が成り立つ。
{\displaystyle {\begin{aligned}\langle \delta {\vec {r}}\rangle _{\mathrm {vac} }&=0,\\\langle (\delta {\vec {r}}\cdot \nabla )^{2}\rangle _{\mathrm {vac} }&={\frac {1}{3}}\langle (\delta {\vec {r}})^{2}\rangle _{\mathrm {vac} }\nabla ^{2}.\end{aligned}}}
よって
{\displaystyle \langle \Delta V\rangle ={\frac {1}{6}}\langle (\delta {\vec {r}})^{2}\rangle _{\mathrm {vac} }\left\langle \nabla ^{2}\left({\frac {-e^{2}}{4\pi \epsilon _{0}r}}\right)\right\rangle _{\mathrm {at} }.}
いま、波数 k→ 周波数νの電場によりずれ(δr)k→ が生じるとする。このとき電子の運動方程式は
{\displaystyle m{\frac {d^{2}}{dt^{2}}}(\delta r)_{\vec {k}}=-eE_{\vec {k}},}
これは周波数ν がボーア軌道の周波数ν0 よりも大きいときのみ成り立つ。このため {\displaystyle \nu >\pi c/a_{0}}。電場の揺らぎの周波数が軌道周波数よりも小さい場合、電子は電場に対して反応することができない。
ν で振動する電場に対しては
{\displaystyle \delta r(t)\cong \delta r(0)e^{-i\nu t}+{\text{c.c.}},}
であるため、
{\displaystyle (\delta r)_{\vec {k}}\cong {\frac {e}{mc^{2}k^{2}}}E_{\vec {k}}={\frac {e}{mc^{2}k^{2}}}{\mathcal {E}}_{\vec {k}}\left(a_{\vec {k}}e^{-i\nu t+i{\vec {k}}\cdot {\vec {r}}}+h.c.\right)\qquad {\text{with}}\qquad {\mathcal {E}}_{\vec {k}}=\left({\frac {\hbar ck/2}{\epsilon _{0}\Omega }}\right)^{1/2},}
ここで {\displaystyle \Omega } は繰り込みに用いる体積 (水素原子を包む仮想的な箱の体積)である。すべての {\displaystyle {\vec {k}}} について和をとると
{\displaystyle {\begin{aligned}\langle (\delta {\vec {r}})^{2}\rangle _{\mathrm {vac} }&=\sum _{\vec {k}}\left({\frac {e}{mc^{2}k^{2}}}\right)^{2}\left\langle 0\left|(E_{\vec {k}})^{2}\right|0\right\rangle \\&=\sum _{\vec {k}}\left({\frac {e}{mc^{2}k^{2}}}\right)^{2}\left({\frac {\hbar ck}{2\epsilon _{0}\Omega }}\right)\\&=2{\frac {\Omega }{(2\pi )^{3}}}4\pi \int dkk^{2}\left({\frac {e}{mc^{2}k^{2}}}\right)^{2}\left({\frac {\hbar ck}{2\epsilon _{0}\Omega }}\right)&&{\text{since continuity of }}{\vec {k}}{\text{ implies }}\sum _{\vec {k}}\to 2{\frac {\Omega }{(2\pi )^{3}}}\int d^{3}k\\&={\frac {1}{2\epsilon _{0}\pi ^{2}}}\left({\frac {e^{2}}{\hbar c}}\right)\left({\frac {\hbar }{mc}}\right)^{2}\int {\frac {dk}{k}}\end{aligned}}}
この積分は周波数の上限と下限を定めない限り発散する。下限は上に述べた {\displaystyle \nu >\pi c/a_{0}} から {\displaystyle k>\pi /a_{0}} と求まる。また上限はコンプトン波長とし、 {\displaystyle k<mc/\hbar } と求まる。これらの制限から積分の収束値が求まる。
{\displaystyle \langle (\delta {\vec {r}})^{2}\rangle _{\mathrm {vac} }\cong {\frac {1}{2\epsilon _{0}\pi ^{2}}}\left({\frac {e^{2}}{\hbar c}}\right)\left({\frac {\hbar }{mc}}\right)^{2}\ln {\frac {4\epsilon _{0}\hbar c}{e^{2}}}}.
原子軌道とクーロン場から
{\displaystyle \left\langle \nabla ^{2}\left({\frac {-e^{2}}{4\pi \epsilon _{0}r}}\right)\right\rangle _{at}={\frac {-e^{2}}{4\pi \epsilon _{0}}}\int d{\vec {r}}\psi ^{*}({\vec {r}})\nabla ^{2}\left({\frac {1}{r}}\right)\psi ({\vec {r}})={\frac {e^{2}}{\epsilon _{0}}}|\psi (0)|^{2},}
また以下の等式により
{\displaystyle \nabla ^{2}\left({\frac {1}{r}}\right)=-4\pi \delta ({\vec {r}}).}
p 軌道では、波動関数は原点でゼロになる。このためエネルギーのずれは起こらない。しかし、s軌道は原点において
{\displaystyle \psi _{2S}(0)={\frac {1}{(8\pi a_{0}^{3})^{1/2}}},}
という値をもつ。ここで、ボーア半径
{\displaystyle a_{0}={\frac {4\pi \epsilon _{0}\hbar ^{2}}{me^{2}}}.}
を用いた。このため
{\displaystyle \left\langle \nabla ^{2}\left({\frac {-e^{2}}{4\pi \epsilon _{0}r}}\right)\right\rangle _{at}={\frac {e^{2}}{\epsilon _{0}}}|\psi _{2S}(0)|^{2}={\frac {e^{2}}{8\pi \epsilon _{0}a_{0}^{3}}}}.
したがって、位置エネルギーの差は
{\displaystyle \langle \Delta V\rangle ={\frac {4}{3}}{\frac {e^{2}}{4\pi \epsilon _{0}}}{\frac {e^{2}}{4\pi \epsilon _{0}\hbar c}}\left({\frac {\hbar }{mc}}\right)^{2}{\frac {1}{8\pi a_{0}^{3}}}\ln {\frac {4\epsilon _{0}\hbar c}{e^{2}}}=\alpha ^{5}mc^{2}{\frac {1}{6\pi }}\ln {\frac {1}{\pi \alpha }},}
ここで {\displaystyle \alpha } は微細構造定数である。これによる周波数のシフトは1 GHz となる、実験で観測されたシフトと一致する。
ウェルトンによるラムシフトの導出はツィッターベヴェーグンクを用いたダーウィン項の導出との類似点がある:80–81。

## 実験
1947年 ウィリス・ラム とロバート・ラザフォードはマイクロ波を用いて水素軌道の 2S1/2 と 2P1/2 の準位の遷移を引き起こす実験を行った。可視光よりも低い周波数の電磁波を使うことで、ドップラー広がりを押さえることが可能となった。ラムらはエネルギーシフト 2P1/2 より1000 MHz程度 2S1/2 の準位のエネルギー大きいことを観測した。1947年 ハンス・ベーテは初めてラムシフトの理論的説明を与えた。ベーテは電子の自分自身と相互作用を考えたときに得られる無限大の値を自由電子についてと水素原子中の電子について（慎重に）引き算し、有限の値を得た。ベーテのこの着想は後にくりこみ理論へとつながることになる。ラムシフトは微細構造定数を六桁の精度で決定することができる。

## 関連記事
- 繰り込み
- 場の理論
- 物性物理学